# 龍反町
龍 反町（りゅう そりまち、1947年10月8日 - ）は、日本の元プロボクサーである。本名は反町 則雄（そりまち のりお）。東京都大田区出身。野口ボクシングジム所属。元日本およびOBF東洋ウェルター級王者。

## 来歴
1965年6月20日、中村興治（リキ）戦でデビューするが、判定負け。
1969年1月6日、窪倉和嘉（横浜協栄）に判定勝ちし、日本ウェルター級王座を奪取。その後、日本王座を4度防衛。
1970年7月25日、世界ランク入りを目指してアメリカの強豪アドルフ・プルートと対決したが2回KO負け。
1970年10月28日、任炳模に9RKO勝ちし、OBF東洋同級王座を奪取。
同年12月22日、日本王座返上。
OBF王座3度防衛後の1973年4月20日、輪島功一が持つ1階級上のジュニアミドル級世界王座に挑戦するが、判定負けで世界王座獲得ならず。
1974年10月8日、オスカー・アルバラード（米国）が持つ同王座に再挑戦も7RKO負け。
1978年2月11日、カルロス・パロミノ（米国）が持つWBC世界ウェルター級王座に挑戦するが、7回KO負け。この試合はラスベガスのヒルトンホテルで行われ、日本人で初めて同地で世界戦を戦った。
OBF王座11度防衛後の1979年3月26日、李萬徳（韓国）に6回KO負けを喫し王座陥落。この試合を最後に現役引退。

## 戦績
- 73戦57勝（31KO）12敗4分

## その他
- 俳優・反町隆史の芸名は龍反町から取ったものである。